# Natel
Natel è un termine usato in Svizzera e nel Liechtenstein per definire il telefono cellulare.
La parola ebbe origine nel 1975, quando il servizio postale elvetico, allora denominato PTT (Posta, Telefono e Telegrafo), decise di introdurre in Svizzera una rete di telefonia mobile per i veicoli, chiamata Nationales Auto-telefonnetz (letteralmente "rete nazionale telefonica per le auto"), nel quadro del programma di promozione economica varato dal Consiglio federale.
Tale rete (denominata per esteso Natel A G0) venne lanciata nel 1978 sulla banda di frequenza dei 169 MHz, per poi essere progressivamente implementata e slegata dall'utilizzo sugli automezzi: nel 1980 le subentrò la Natel B G0 a 155 MHz, utilizzabile sui primi radiotelefoni portatili (pesanti circa 12 kg), alla quale fece seguito nel 1987 la Natel C G1 a 900 MHz, basata sul sistema NMT 900 (Nordic Mobile Telephone 900) per apparecchi più maneggevoli; da ultimo nel 1992 si passo alla Natel D G2, operativa sui 900 MHz e basata sul sistema GSM.
Lo smantellamento dell'originaria PTT (1998) comportò il trasferimento del ramo telecomunicazioni alla Swisscom (divenuta la società leader nazionale nel campo della telefonia), la quale depositò Natel come marchio registrato, riservandosi tutti i diritti di utilizzo a scopi commerciali. A dispetto di ciò e della liberalizzazione del mercato delle telecomunicazioni, avvenuta poco tempo dopo, in Svizzera Natel (insieme all'acronimo TMTV, ossia Terminale Mobile di Telecomunicazione Vocale) è rimasto in uso come sinonimo di telefonino in tutte le sue regioni linguistiche. 
L'uso non trova alcun riscontro al di fuori della Svizzera.